# Timalior
Timalior (Timaliidae) är en familj av tättingar, numera begränsade till Asien. De är ganska varierade i storlek och färg, men karaktäriseras av en mjuk, fluffig fjäderdräkt. Dessa fåglar bor i tropiska områden, med den största mångfalden i sydöstra Asien. Den morfologiska mångfalden är ganska hög. De flesta arterna liknar sångare, nötskrikor eller trastar. I palearktis är timalior en av de fågelfamiljer som har det högsta antalet nyupptäckta arter.

## Systematik
Timaliornas systematik har länge varit omdiskuterad och under stora delar av 1900-talet fungerade familjen som ett så kallat papperskorgstaxon där en mängd svårplacerade taxa placerades. Mot slutet av 1900-talet omkategoriserades ett flertal av de mest uppenbart felplacerade taxonen. Trots detta visade data från DNA-sekvensstudier att gruppen inte var monofyletisk (Cibois 2003a). Dessa undersökningar pekade mot att gruppen förutom timalior även bestod av glasögonfåglar (Zosteropidae) men att även ett flertal arter inom familjen sångare (Sylviidae) var närbesläktad med delar av gruppen.
Idag har den stora familjen Timaliidae delats upp i och spridits ut bland sex familjer:
- Sylvior (Sylviidae)
- Papegojnäbbar (Paradoxornithidae)
- Glasögonfåglar (Zosteropidae)
- Timalior (Timaliidae)
- Marktimalior (Pellorneidae)
- Fnittertrastar (Leiothrichidae)

### Släkten i familjen
I familjen Timaliidae i begränsad mening inkluderas följande släkten
- Timalia – kastanjekronad timalia
- Dumetia – två arter, inklusive Rhopocichla
- Mixornis – fem arter
- Macronus, syn. Macronous – två arter
- Cyanoderma – sju arter, tidigare Stachyridopsis eller Stachyris
- Spelaeornis – åtta arter snårtimalior
- Melanocichla – två arter, tidigare i Garrulax (Leiothrichidae)
- Pomatorhinus – elva arter sabeltimalior
- Erythrogenys – sju arter sabeltimalior, tidigare i Pomatorhinus, syn. Megapomatorhinus
- Stachyris – 13 arter, inklusive Sphenocichla

Släktet Micromacronus fördes även fram tills nyligen till denna familj, men genetiska studier visar att de är närmare släkt med cistikolor. Pärlsmyg (Elachura formosa) placeras nu som ensam art i familjen Elachuridae efter att tidigare ha placerats bland smygtimaliorna i Spelaeornis. De filippinska tidigare representanterna för släktet Stachyris är närmare släkt med glasögonfåglarna och förs numera dit.